# Vilatèla
Vilatèla (en francès Villetelle) és un municipi occità del Llenguadoc, situat al departament de l'Erau i a la regió d'Occitània.